# アエーシュマ
アエーシュマ (Aēšma)とは、ゾロアスター教の悪神の一人。
その名はアヴェスター語で「狂暴」を意味する。ザラスシュトラ直説とされる宗教詩『ガーサー』にもその名の現れる由緒ある存在である。
暴力を司る者として毛むくじゃらの体と血塗られた武器を持った姿で表される。義無き暴力の司である事から聖戦士たる神スラオシャやミスラの敵対者とされる。また、救世主サオシュヤントも彼の敵対者で、最終戦争の時にはサオシュヤントによって倒されるという。
また、彼は特に家畜を害する者ともされる。さらに飲酒による酩酊や粗暴な行為も彼に属するとされ、ゾロアスター教においては神酒ハオマを除くアルコール飲料は推奨されない。
ゾロアスター教の創世神話によれば、世界の始まりの時、神々は善と悪どちらかの選択を迫られた。悪しき心（アカ・マナフ）を選択した神々（ダエーワ）は、このアエーシュマのもとに集い、地上の人間たちの敵となったという。
一説によるとユダヤ教の伝説やトビト書に登場する悪魔アスモデウスは、アエーシュマの伝承がユダヤに取り入れられたものだという。